# Charles Mergendahl
Charles Mergendahl (* 1919 in Massachusetts; † 1959 in New York) war ein US-amerikanischer Schriftsteller. 
Als Sohn eines Lehrers begann Mergendahl nach erfolgreichem Abschluss seiner Schulzeit an der Universität von Boston Literatur und Pädagogik zu studieren. Der Eintritt der Vereinigten Staaten in den Zweiten Weltkrieg war für Mergendahl Grund, sein Studium zu unterbrechen, um in die US-Marine einzutreten. 
Nach Kriegsende verließ Mergendahl als Offizier die Armee und schloss sein Studium in Boston ab; arbeitete aber nie in diesem Beruf. Bereits vor dem Krieg schrieb er als freier Mitarbeiter für verschiedene Radio- und TV-Sender. Bis zu seinem Tod 1959 – er starb an den Folgen eines Unfalls – lebte Mergendahl als freier Schriftsteller in New York.

## Rezeption
Seinen größten Erfolg erzielte Mergendahl mit seinem Roman „Jeder zahlt für seine Schuld“. Dieser wurde bei Erscheinen sehr kontrovers diskutiert und u. a. mit „Die Leute von Peyton Place“ von Grace Metalious (1924–1964) verglichen. Dieser Roman Mergendahls wurde 1960 von Daniel Petrie verfilmt und war ähnlich erfolgreich wie die Verfilmung von Peyton Place durch Mark Robson. 1968 brachte R. G. Springsteen Mergendahls Roman „Tiger by the tail“ unter demselben Titel in die Kinos.

## Werke (Auswahl)
- Il letto di spine. 1962
- Call after six. Dell, London 1966
- The drums of April. Muller Books, London 1964
- The girl cage. Fawcett, Greenwich, Conn. 1959
- His days are as grass. Little, Brown. Boston, Mass. 1946
- Der japanische Dolch. Roman („Tiger by the tail“). Lichtenberg Verlag, München 1963
- Jeder zahlt für seine Schuld. Roman („The Bramble Bush“). Ullstein, Frankfurt/M. 1992, ISBN 3-548-22768-6
- Die Liebe und ein Jahr. Roman („The spring of love“). Lichtenberg Verlag, München 1965
- The lonely ones. New English Library, London 1965
- The next best thing. Novel. Panther Books, London 1969
- The patterns of sin. New English Library, London 1968
- Rage of desire. Dell, New York 1958 (früherer Titel: With kisses four)
- Tonight is forever. Stories. Popular Library, New York 1941
- 22 Terrace Place. New English Library, London 1964